# Hendrick Vaal Neto
Pedro Hendrick Vaal Neto (Gabela, 22 de novembro de 1944) é um politólogo, político, escritor, compositor e diplomata angolano. Inicialmente uma figura proeminente da Frente Nacional de Libertação de Angola (FNLA), em 1990 se juntou ao Movimento Popular de Libertação de Angola (MPLA). De 1993 a 2005 foi Ministro da Comunicação Social de Angola. Serve como embaixador do corpo diplomático de Angola.

## Biografia
Nascido em Gabela, no Cuanza Sul, em 22 de novembro de 1944, numa família angolana de congos, seu pai, Luís Henrique Pedro da Silva, e sua mãe, Maria Helena da Conceição Vaal e Silva, eram funcionários públicos na administração colonial portuguesa. A família se mudava com frequência pelo país. Por conta das mudanças de residência, estudou em Caconda, Ambriz, Ganda, Huambo, Benguela e Luanda. Durante estas mudanças, Hendrik Vaal Neto pôde observar a imposição do colonialismo ao povo angolano e desenvolveu fortes sentimentos anticoloniais. Manifestaria sua compreensão anticolonialista de mundo muito cedo, ao escrever seus primeiros poemas, aos 11 anos de idade, alguns dos quais chegaram a ser publicados pela Rádio Ecclesia.
Em 1959, aos quinze anos, Hendrik Vaal Neto passou à clandestinidade, juntando-se aos movimentos anticolonialistas em Angola. Em 1963, a Polícia Internacional e de Defesa do Estado (PIDE) o prendeu e o submeteu a duros interrogatórios. Após sua libertação, se juntou à FNLA. No Congo-Quinxassa, frequentou o Instituto Nacional de Estudos Políticos, formando-se como politólogo com especialização em estudos congoleses.
Durante a Guerra de Independência de Angola, Hendrik Vaal Neto trabalhou no departamento diplomático da FNLA. Ocupou cargos importantes e relevantes no departamento e foi designado como um dos representantes da organização em Quinxassa. Esta função era de particular importância, já que o presidente do Zaire, Mobutu Sese Seko, era o principal aliado da FNLA. Enquanto em Quinxassa, trabalhou também no departamento cultural da FNLA, produzindo poemas e músicas que eram recitadas e tocadas na rádio partidária e cantadas em combate.
Após a Revolução dos Cravos, em 1974, iniciou-se o processo de descolonização de Angola. Em 1975 compôs o Conselho Presidencial do Governo de Transição, secretariando a pasta da Informação chefiada por Manuel Rui, do MPLA. Dado que Holden Roberto recebe grandes somas financeiras da Agência Central de Inteligência (CIA), em março de 1975, que lhe permitem comprar tanto o jornal A Província de Angola como a Televisão de Angola (enquanto que a Rádio Nacional de Angola ficou sob controle do MPLA), Hendrik Vaal Neto passa a ser o nome do partido responsável pela propaganda política a partir de agosto do mesmo ano, na reta final dos confrontos da independência.
A guerra de independência rapidamente se transformou em uma guerra civil entre o MPLA marxista-leninista, a FNLA conservadora e a União Nacional para a Independência Total de Angola (UNITA) ainda nacionalista de esquerda. Em outubro de 1975, Hendrik Vaal Neto passa a ser responsável pelo suporte diplomático internacional à Batalha de Quifangondo. No entanto, a FNLA sofreu uma derrota militar esmagadora. Em 11 de novembro de 1975, a independência de Angola foi proclamada sob o governo do MPLA.
Ao final deste período, Hendrik Vaal Neto, junto com Ngola Kabangu e Lucas Ngonda, passou a pertencer à liderança política máxima da FNLA que assessorava e aconselhava diretamente Holden Roberto. Após a normalização oficial das relações entre a Angola e o Zaire, as atividades da FNLA praticamente cessaram, mas formalmente a organização continuou a existir. Hendrik Vaal Neto continuou à frente do aparato diplomático da organização. Em abril de 1979 representou a FNLA na 12ª Conferência da Liga Mundial Anticomunista (WACL)..
As derrotas militares e políticas da FNLA estimularam a oposição a Holden Roberto. Em 12 de agosto de 1980, Hendrik Vaal Neto e Paulo Tuba fundaram o Conselho Militar da Resistência em Angola (COMIRA). Um mês depois, em 15 de setembro, anunciaram o afastamento de Roberto da liderança e a adesão da FNLA ao COMIRA. Hendrik Vaal Neto tornou-se o líder da FNLA-COMIRA. No entanto, o projeto, concebido para intensificar a luta armada clandestina em Angola, não foi desenvolvido. Em 1983 as atividades do COMIRA cessaram.
Desde 1983, Hendrik Vaal Neto se distanciou da FNLA, embora não tenha rompido formalmente com a organização. Morou em Portugal e depois se mudou para os Estados Unidos, neste país concluíndo um curso de gestão de negócios pela Universidade do Nordeste. Nos Estados Unidos, juntamente com Paulo Tuba, Baltazar Manuel, Moisés Kamabaya, Eduardo Augusto Kâmbwa, António Miguel Baia, Mateus Ferreira dos Santos e Francisco "Xico Zé" da Cruz, formou uma tendência partidária da FNLA de ruptura com Roberto.
No final da década de 1980, com a crise do comunismo, José Eduardo dos Santos, na liderança do MPLA, iniciou uma reorientação política e ideológica no partido e no Estado angolano – rejeitando a ideologia marxista-leninista, adotando a social-democracia, introduzindo um sistema multipartidário e uma economia de mercado, e estabelecendo laços estreitos com o mundo ocidental. As negociações sobre a legalização da FNLA começaram (do lado do governo, esse processo foi supervisionado por Dino Matrosse). Hendrik Vaal Neto desempenhou um dos papéis-chave nestes contatos.
A FNLA foi legalizada, e Holden Roberto e seus associados retornaram a Angola e aceitaram disputar as eleições parlamentares. Hendrik Vaal Neto foi mais longe: filiou-se ao MPLA e foi cooptado para o Comité Central do partido. A entrada de um antigo ativista da WACL na liderança do ex-marxista-leninista MPLA foi uma surpresa. No período, Hendrick Vaal Neto passou a dirigir a então recém criada empresa de comunicação e marquetingue político, Órion.
Em 1993, o presidente José Eduardo dos Santos nomeou Hendrik Vaal Neto como Ministro da Comunicação Social. Vaal Neto foi a primeira figura da FNLA que conseguiu tornar-se membro do primeiro escalão do governo angolano. Durante doze anos, ele supervisionou a política de informação, telecomunicações e tecnologias de informação do governo.
Em 2005, Hendrik Vaal Neto deixou seu cargo ministerial. Ele foi transferido para o Ministério das Relações Exteriores de Angola, passando, em janeiro de 2006, a ser embaixador de Angola no Egito. Ao mesmo tempo, supervisionou missões angolanas em outros países árabes – Síria, Líbano, Jordânia, Iraque, Iêmen, Omã e também no Irã. Ele se concentrou principalmente na cooperação econômica, principalmente na coordenação de políticas de exportação de petróleo, sendo um dos diplomatas responsáveis por fazer o país ingressar na Organização dos Países Exportadores de Petróleo (OPEP).
Em 12 de setembro de 2011 Vaal Neto foi enviado como embaixador no Zimbábue com a missão de fortalecer a cooperação entre os governos de Santos e Robert Mugabe. Em julho de 2018 foi o responsável por supervisionar, em nome de Angola e da Comunidade de Desenvolvimento da África Austral (CDAA), as primeiras eleições no Zimbábue sem o nome de Mugabe, atestando a regularidade do pleito.

## Atividade literária
Hendrik Vaal Neto também é conhecido como escritor. O tema principal da sua obra é a formação da personalidade na luta de libertação nacional e os conflitos entre vida tradicional africana e o mundo pós-colonial. A sua experiência pessoal de prisão pela PIDE ocupa um lugar especial.